# Баньковщизна
Баньковщизна (пол. Bańkowszczyzna) — село в Польщі, у гміні Рейовець Холмського повіту Люблінського воєводства.
Населення — 50 осіб (2011).
У 1975-1998 роках село належало до Холмського воєводства.

## Демографія
Демографічна структура станом на 31 березня 2011 року:
|          | Загалом | Допрацездатний вік | Працездатний вік | Постпрацездатний вік |
| -------- | ------- | ------------------ | ---------------- | -------------------- |
| Чоловіки | 24      | 2                  | 18               | 4                    |
| Жінки    | 26      | 5                  | 17               | 4                    |
| Разом    | 50      | 7                  | 35               | 8                    |